# Adenomus dasi
Az Adenomus dasi a kétéltűek (Amphibia) osztályába, a békák (Anura) rendjébe és a varangyfélék (Bufonidae) családjába tartozó faj.
A fajt 1998-ban írták le, tudományos nevét Indraneil Das herpetológusról kapta.

## Előfordulása
A kihalás szélén álló apró varangyfaj, Srí Lankán honos. Az egyetlen ismert élőhelye a Peak Wilderness Sanctuary természetvédelmi terület. A hely 1370 méter magas, és több ritka faj él itt. Az 1890-es években Nuwara Eliyában szintén leírták ezt a fajt, de úgy tűnik, azóta onnan kihalt. A faj végveszélyben van, és ezt még a vízszennyezés is súlyosbítja.